# Zagajnowo (osiedle)
Zagajnowo (ros. Загайново) – osiedle przy mijance kolejowej w Rosji, w Kraju Ałtajskim, w rejonie troickim. W 2021 liczyło 23 mieszkańców.